# Fuentes de Ebro
Fuentes de Ebro là một đô thị ở tỉnh Zaragoza, Aragon, Tây Ban Nha. Theo điều tra dân số 2005 (INE), đô thị này có dân số là 4.086 người. Diện tích đô thị này là ki-lô-mét vuông.Đô thị này nằm ở độ cao 196 m trên mực nước biển, cách tỉnh lỵ 26 km.